# 贝尔方丹 (马提尼克)
贝尔方丹（法語：Bellefontaine，法語發音：[bɛlfɔ̃tɛn] ⓘ）是法国海外省马提尼克的一个市镇，属于圣皮埃尔区。

## 地名
“方丹”（Fontaines）意为“泉”。法语地名通名在“枫丹白露”（Fontainebleau）等少数拥有传统译名的地名中译作“枫丹”，不过在《世界地名翻译大辞典》、《世界地名译名词典》和《法国地图册》等主流地名译名类书籍资料中多译作“方丹”。

## 地理
贝尔方丹（14°40'26"N, 61°9'52"W）面积11.89 平方千米，位于法国海外省马提尼克。
与贝尔方丹接壤的市镇（或旧市镇、城区）包括：勒卡尔贝、卡斯皮洛特、勒莫讷韦尔。
贝尔方丹的时区为UTC−04:00（大西洋时区）。

## 行政
贝尔方丹的邮政编码为97222，INSEE市镇编码为97234。

## 政治
贝尔方丹的现任市长为费利克斯·伊斯曼（Félix Ismain）先生，任期为2020-2026年。

## 人口

1962-2008年间贝尔方丹人口变化图示

贝尔方丹于2022年1月1日时的人口数量为1824人。